# MC Ren
Lorenzo Jerald Patterson, mest känd under sitt artistnamn MC Ren, född 16 juni 1969 i Compton, Kalifornien, är en amerikansk rappare, låtskrivare och musikproducent. Han mest känd för att vara medlem i hiphopgruppen N.W.A med Ice Cube, Dr. Dre, Eazy-E och DJ Yella. Hans artistnamn är hämtat från hans förnamn, Lorenzo.

## Uppväxt
Patterson föddes i Compton, Kalifornien och växte upp med sina föräldrar, två bröder och en syster i området Kelly Park. 
Han gick med i gänget Kelly Park Compton Crips, ett gäng som hans barndomsvän Eazy-E också var med i. Han lämnade dock gänget tidigt eftersom han inte tjänade pengar. Han började dock tjäna pengar på att sälja droger. Efter ett inbrott i sin barndomsvän MC Chip's hus, övergav Patterson att sälja droger, och började fokusera mer på musiken.
Patterson började på Dominguez High School i Compton, där han träffade sin framtida samarbetspartner DJ Train. Vid den här tiden utvecklade Patterson ett intresse för hiphopmusik och började skriva låttexter med MC Chip. Tillsammans bildade de gruppen Awesome Crew 2, som de oftast brukade uppträda på fester och nattklubbar med.

## Musikkarriär

### Karriärens början: 1987–1991

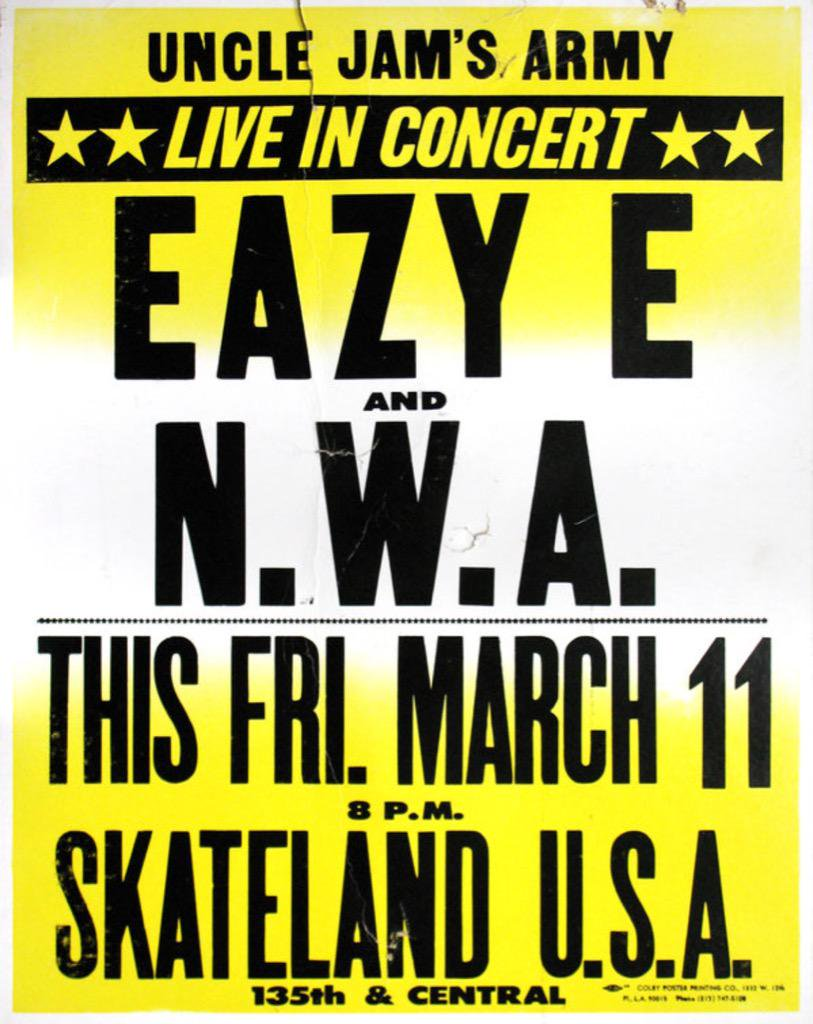
Affisch för N.W.A:s första konsert, 1988.

1987 blev MC Ren signad som soloartist hos det då ett år gamla skivbolaget Ruthless Records, grundat av Eazy-E och Jerry Heller, medan han fortfarande var i high school. Gruppen N.W.A hade vid den här tiden grundats, men Patterson var inte medlem i gruppen än. Eazy-E's debutalbum Eazy-Duz-It hade börjat skrivas av Ice Cube och The D.O.C.. Medan Ice Cube studerade en tid, fick Ren förfrågan om att skriva låttexter till albumet. Han hade sedan skrivit nästan halva albumet tillsammans med The D.O.C., och blev invald i N.W.A. Gruppen började snabbt att arbeta på sitt debutalbum Straight Outta Compton. Med en budget på 8 000 dollar, blev albumet färdigt på fyra veckor och släpptes i augusti 1988, och Eazy-Duz-It i september 1988.
1989 lämnade N.W.A's huvudrappare Ice Cube gruppen. Många trodde att gruppen inte skulle klara sig utan honom, men gruppen släppte snabbt EP:n 100 Miles and Runnin' 1990 där man bland annat dissade Ice Cube för att ha lämnat gruppen. Ice Cube hade då hunnit släppt sitt debutalbum som soloartist, AmeriKKKa's Most Wanted, på vilket han inte hade nämnt sina tidigare kollegor. All text på EP:n skrevs av Patterson med hjälp av The D.O.C.. Gruppens andra album, Efil4Zaggin släpptes året därpå och kom på plats #1 på Billboardlistorna. Albumet blev gruppens sista efter att Dr. Dre lämnat gruppen efter finansiella problem med managern Jerry Heller samma år.

### Solokarriär: 1992–
Efter att N.W.A splittrats stannade Patterson med Ruthless Records och 1992 släppte hans solodebut-EP Kizz My Black Azz, som sålde platina och anses vara en hyllad undergrounddebut. Hela EP:n producerades av DJ Bobcat förutom en sång, som producerades av Patterson själv. Ingen av hans soloalbum har varit lika framgångsrikt i försäljning som solodebuten.
I slutet av 1992 började MC Ren spela in musik för sitt då tänkta debutalbum, kallat "Life Sentence". Under inspelningstiden gick Patterson med i Nation of Islam tillsammans med DJ Train. Efter det gav han upp Life Sentence-projektet och hans debutalbum Shock of the Hour släpptes i slutet av 1993. Albumet debuterade på plats #1 på de amerikanska R&B-listorna, och sålde 321 000 exemplar den första månaden. Shock of the Hour ansågs vara mer fokuserad, och ännu mer kontroversiell än Kizz My Black Azz, och han anklagades bland annat för att vara anti-vit, misogynist och antisemitist. Albumet är indelat i två teman, den första halvan handlar mest om sociala frågor som USA:s getton, narkotikamissbruk, rasism och fattigdom. Den andra halvan av albumet visar Pattersons politiska sida, eftersom den halvan spelades in efter att han gått med i Nation of Islam. Albumet innehåller även hitsinglarna "Same Old Shit" och "Mayday On The Frontline".
Efter att i två år inte ha pratat med varandra, återförenades MC Ren och Eazy-E 1994 för att göra sin duett "Tha Muthaphukkin' Real" från Eazy-E's sista och postumt släppta album. Sången producerades av DJ Yella och Patterson. Tre månader efter att låten spelades in avled Eazy-E i aids den 26 mars 1995. Både Eazy-E och DJ Train hade gått bort innan släppet av hans andra album The Villain in Black. På albumet expemimenterade Patterson med g-funk-ljudet som hade populariserats av den tidigare N.W.A-kollegan Dr. Dre på hans debutalbum The Chronic. Detta mottogs dock inte väl av kritiker. Albumet debuterade på plats #31 på pop-listorna. 31 000 exemplar hade sålts efter en vecka och 131 000 exemplar efter en månad. 
Innan Patterson lämnade Ruthless Records släppte han albumet Ruthless for Life 1998, vilket anses som en comeback, och sålde måttligt bra[källa behövs]. På albumet finns bland annat Ice Cube, Snoop Dogg, RBX och 8Ball & MJG. Detta var även första gången Ren arbetade med nya producenter. I slutet av 1998 lämnade han Ruthless och startade sitt eget bolag Villain Entertainment. I oktober 2009 släpptes hans fjärde studioalbum med titeln Renincarnated, som endast släpptes i USA.
Patterson jobbar nu (2018) fortfarande på sin andra EP med titeln Rebel Music. EP:n förväntades ursprungligen vara släppt i slutet av 2015. Hittills har två singlar släppts, titelspåret "Rebel Music" och "Burn Radio Burn". Den officiella remixen av "Rebel Music" släpptes i juni 2014 och innehåller Ice Cube som gästartist. Den officiella remixen av "Burn Radio Burn" förväntas släppas under 2018 och har Chuck D från Public Enemy som gästartist. Hela EP:n kommer att produceras av E-A-Ski.

## Diskografi

### Studioalbum
- 1993 – Shock of the Hour
- 1996 – The Villain in Black
- 1998 – Ruthless for Life
- 2009 – Renincarnated

### Extended plays
- 1992 – Kizz My Black Azz

### Samarbetsalbum
- 1987 – N.W.A. and the Posse (med N.W.A)
- 1988 – Straight Outta Compton (med N.W.A)
- 1991 – Niggaz4Life (med N.W.A)

## Filmografi
| Filmer | Filmer                           | Filmer    | Filmer     |
| År     | Titel                            | Roll      | Noteringar |
| ------ | -------------------------------- | --------- | ---------- |
| 1992   | Niggaz4Life: The Only Home Video | Sig själv | Dokumentär |
| 2000   | Up In Smoke Tour                 | Sig själv | Musikfilm  |
| 2005   | Lost in the Game                 | The Vill  | Huvudroll  |